# کوین دیاز (بازیکن فوتبال، زاده ۱۹۸۸)
کوین دیاز (انگلیسی: Kévin Diaz؛ زادهٔ ۱۸ اوت ۱۹۸۸) بازیکن فوتبال اهل فرانسه است.
از باشگاه‌هایی که در آن بازی کرده‌است می‌توان به باشگاه فوتبال متس، آ.اس موناکو، باشگاه فوتبال آژاکسیو، باشگاه فوتبال ستاره سرخ، و باشگاه فوتبال نیس اشاره کرد.